# 1980-as Roland Garros
Az 1980-as Roland Garros az év első Grand Slam-tornája, a Roland Garros 79. kiadása volt, amelyet május 26–június 8. között rendeztek Párizsban. Férfiaknál a svéd Björn Borg, nőknél az amerikai Chris Evert-Lloyd nyert.

## Döntők

### Férfi egyes
Björn Borg -  Vitas Gerulaitis 6-4, 6-1, 6-2

### Női egyes
Chris Evert-Lloyd -  Virginia Ruzici 6-0, 6-3

### Férfi páros
Victor Amaya /  Hank Pfister -  Brian Gottfried /  Raúl Ramírez 1-6, 6-4, 6-4, 6-3

### Női páros
Kathy Jordan /  Anne Smith -  Ivanna Madruga /  Adriana Villagran 6-1, 6-0

### Vegyes páros
Anne Smith /  Billy Martin -  Renáta Tomanová /  Stanislav Birner, 2-6, 6-4, 8-6